# Матавун
Матавун (словен. Matavun, итал. Mattauno) је насељено место у општини Дивача, Обално-крашка регија, Словенија.

## Историја
До територијалне реорганизације у Словенији био је у саставу старе општине Сежана.

## Становништво
У попису становништва из 2011. године, Матавун је имао 57 становника.
| Број становника према пописима | Број становника према пописима | Број становника према пописима |
| ------------------------------ | ------------------------------ | ------------------------------ |
| 1991                           | 2002                           | 2011                           |
| 54                             | 57                             | 57                             |

Напомена: Године 2011. извршена је мања размена територије између насеља Дивача, Долње Лежече и Матавун.